# آنا لي (ممثلة)
آنا لي (بالإنجليزية: Anna Lee)‏ هي ممثلة بريطانية، ولدت في 2 يناير 1913 بكنت في المملكة المتحدة، وتوفيت في 14 مايو 2004 ببيفرلي هيلز في الولايات المتحدة بسبب ذات الرئة. بدأت مشوارها المهني سنة 1932، ومن الجوائز التي نالتها جائزة إيمي داي تايم ‏.

## أعمال

### أفلام
- (1941) كم كان واديي مخضرا
- (1958) الهتاف الأخير
- (1962) الرجل الذي أطلق النار على ليبرتي فالنس
- (1965) صوت الموسيقى[5][6][7]

## جوائز
- جائزة إيمي داي تايم [الإنجليزية]‏

## وصلات خارجية
- آنا لي على موقع IMDb (الإنجليزية)
- آنا لي على موقع ألو سيني (الفرنسية)
- آنا لي على موقع تيرنر كلاسيك موفيز (الإنجليزية)
- آنا لي على موقع أول موفي (الإنجليزية)
- آنا لي على موقع قاعدة بيانات الأفلام السويدية (السويدية)
- آنا لي على موقع إن إن دي بي (الإنجليزية)
- آنا لي على موقع قاعدة بيانات الفيلم (الإنجليزية)
- آنا لي على موقع كينوبويسك (الروسية)